# Keski Makkarajärvi
Keski Makkarajärvi är en sjö i Kiruna kommun i Lappland och ingår i Torneälvens huvudavrinningsområde. Keski Makkarajärvi ligger i Torne och Kalix älvsystem Natura 2000-område.